# ستيفان ريستوفسكي
ستيفان ريستوفسكي (12 فبراير 1992 بإسكوبية في جمهورية مقدونيا - ) هو مدرب كرة قدم ولاعب كرة قدم مقدوني في مركز الظهير. شارك مع منتخب جمهورية مقدونيا تحت 19 سنة لكرة القدم ومنتخب مقدونيا تحت 21 سنة لكرة القدم ومنتخب مقدونيا لكرة القدم. أما مع النوادي، فقد لعب مع نادي بارما ونادي باري ونادي رييكا ونادي سبيزيا ونادي فاردار ونادي فروسينوني ونادي كروتوني ولاتينا كالتشيو.

## وصلات خارجية
- ستيفان ريستوفسكي على موقع الاتحاد الدولي (مؤرشف)  (الإنجليزية)
- ستيفان ريستوفسكي على موقع الاتحاد الأوربي (الإنجليزية)
- ستيفان ريستوفسكي على موقع قاعدة بيانات كرة القدم.إي يو (الإنجليزية)
- ستيفان ريستوفسكي على موقع ناشيونال فوتبول تيمز (الإنجليزية)
- ستيفان ريستوفسكي على موقع Soccerbase.com (لاعب) (الإنجليزية)
- ستيفان ريستوفسكي على موقع Soccerway.com (الإنجليزية)
- ستيفان ريستوفسكي على موقع عالم كرة القدم.نت (الإنجليزية)
- ستيفان ريستوفسكي على موقع AS.com (الإسبانية)